# 주치의 배송 서비스 가족을 부탁해
《주치의 배송 서비스 가족을 부탁해》는 채널A에서 2023년 7월 8일부터 2024년 3월 16일까지 방송했던 교양 프로그램이었다.

## 기획 의도
부모님의 건강을 지켜 달라는 의뢰를 받아 부모님이 사는 마을을 방문하여 마을 주민과 의뢰인의 부모님 건강을 관리하고 치료해 행복한 삶을 살 수 있도록 지원하는 가족 사랑 듬뿍 프로그램

## 출연진
- 임채무
- 김도연
- 이문식
- 오승아
- 장지건
- 이태훈
- 김형민